# رالف والدو إيمرسون غيلبرت
رالف والدو إيمرسون غيلبرت هو محامي وقاضي وسياسي أمريكي، ولد في 17 يناير 1882 في تايلورسفيل في الولايات المتحدة، وتوفي في 30 يوليو 1939 في لويفيل في الولايات المتحدة. نشط حزبياً في الحزب الديمقراطي. وقد انتخب عضو مجلس النواب الأمريكي ‏.